# Safir (rachetă)
Safir (mesager sau ambasador în persană) este prima rachetă spațială a Iranului, lansată pe 2 februarie 2009, care a plasat pe orbită satelitul Omid . 